# Pseudoflustra birulai
Pseudoflustra birulai är en mossdjursart som beskrevs av Arnold Girard Kluge 1929. Pseudoflustra birulai ingår i släktet Pseudoflustra och familjen Smittinidae. Inga underarter finns listade i Catalogue of Life.